# Vesículas da membrana externa bacteriana

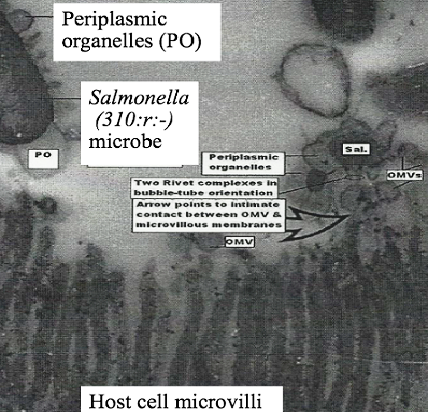
Micrografia eletrônica de transmissão de vesículas da membrana externa (OMV) liberadas pelo patógeno humano Salmonella.

As vesículas bacterianas da membrana externa (OMVs, do inglês outer membrane vesicles) são vesículas de lipídios liberados das membranas externas das bactérias Gram-negativas . Essas vesículas foram as primeiras vesículas de membrana bacteriana (MVs) a serem descobertas, mas bactérias Gram-positivas liberam vesículas também. As vesículas da membrana externa foram descobertas e caracterizadas pela microscopia eletrônica de transmissão. Essas vesículas estão envolvidas na troca de moléculas de sinalização entre células bacterianas, podendo incluir DNA, RNA, proteínas, endotoxinas e moléculas de virulência. Essa comunicação ocorre em culturas microbianas nos oceanos, dentro de animais, plantas e até dentro do corpo humano.
As bactérias gram-negativas usam seu periplasma para secretar OMVs para "traficar" compostos para outras células em seu ambiente. As OMVs também estão envolvidas em processos de doença, carregam, por exemplo, lipopolissacarídeos endotóxicos para hospedeiros. Os sinais bioquímicos traficados através das OMVs podem variar bastante durante situações de "guerra e paz".
OMVs bacterianos, podem ser fortes imunomoduladores,  e manipulando  seu conteúdo imunogênico, podem ser utilizados como potentes vacinas livres de patógenos.

## Biogênese
As bactérias gram-negativas têm um conjunto duplo de bicamadas (ou seja, 4 camadas, dividas em dois pares). Uma bicamada interna, a membrana celular interna, encerra o citoplasma. Ao redor dessa membrana celular interna, há uma segunda bicamada, a membrana externa bacteriana . O compartimento ou espaço entre essas duas membranas é chamado de periplasma. Além disso, existe uma parede celular firme  constituída por uma camada de peptidoglicano, que envolve a membrana celular e ocupa o espaço periplásmico.
O primeiro passo na biogênese dos OMVs bacterianos gram-negativos é o abaulamento (bulging) da membrana externa acima da camada de peptidoglicano. Pensa-se que o acúmulo de fosfolipídios no exterior da membrana externa seja a base desse abaulamento externo da membrana externa.  Além disso, condições ambientais como depleção de enxofre podem desencadear um estado de superprodução de fosfolipídios que causa aumento da liberação de OMV.
Ainda é esperado um trabalho experimental detalhado para entender a biomecânica da biogênese por OMV.